# Pangasius lithostoma
Pangasius lithostoma es una especie de peces de la familia Pangasiidae en el orden de los Siluriformes.

## Morfología
• Los machos pueden llegar alcanzar los 25 cm de
longitud total.

## Distribución geográfica
Se encuentran en Asia: oeste de Borneo.